# Boca a boca (pel·lícula)
Boca a boca és una pel·lícula espanyola de comèdia de 1995 dirigida per Manuel Gómez Pereira. El guió, coescrit per Manuel Gómez Pereira, Joaquim Oristrell, Juan Luis Iborra i Naomi Wise en garantí l'èxit de públic i de crítica.

## Argument
Víctor (Javier Bardem) va de càsting en càsting esperant una oportunitat, però aquesta se li resisteix i, mentrestant, el jove actor ha de posar-se a treballar en una línia eròtica. Allí haurà d'atendre les trucades, aparentment inofensives, dels solitaris a la recerca de sexe anònim.
Entre elles, la d'un home reprimit i la d'una suggeridora i misteriosa dona. Totes dues trucades complicaran la vida de Víctor just quan el somni de la seva vida està a punt si es fes realitat.

## Repartiment
- Javier Bardem - Víctor Ventura
- Aitana Sánchez-Gijón - Amanda
- Josep Maria Flotats - Bill / Ricardo
- María Barranco - Angela
- Myriam Mézières - Sheila Crawford
- Jordi Bosch - Belvedere
- Tres Hanley - Deborah Reynolds

## Premis
X Premis Goya
| Categoria                    | Persona                                                            | Resultat  |
| ---------------------------- | ------------------------------------------------------------------ | --------- |
| Millor pel·lícula            | Millor pel·lícula                                                  | Nominada  |
| Millor director              | Manuel Gómez Pereira                                               | Nominat   |
| Millor actor protagonista    | Javier Bardem                                                      | Guanyador |
| Millor actor de repartiment  | Fernando Guillén Cuervo                                            | Nominat   |
| Millor guió original         | Joaquín Oristrell Naomi Wise Juan Luis Iborra Manuel Gómez Pereira | Nominats  |
| Millor muntatge              | Guillermo Represa                                                  | Nominat   |
| Millor direcció de producció | Joseán Gómez                                                       | Nominat   |
| Millor so                    | Carlos Faruolo James Muñoz Brian Saunders                          | Nominats  |

Medalles del Cercle d'Escriptors Cinematogràfics de 1995
| Categoria    | Persona       | Resultat  |
| ------------ | ------------- | --------- |
| Millor actor | Javier Bardem | Guanyador |